# Utricularia poconensis
Utricularia poconensis är en tätörtsväxtart som beskrevs av E. Fromm-trinta. Utricularia poconensis ingår i släktet bläddror, och familjen tätörtsväxter. Inga underarter finns listade i Catalogue of Life.